# Johann Goldschmidt (Politiker)
Johann Goldschmidt (* 9. April 1894 in Wiener Neustadt; † 23. Dezember 1962 ebenda) war ein österreichischer Politiker und Bäckermeister. Goldschmidt war von 1934 bis 1938 Abgeordneter zum Landtag von Niederösterreich.
Goldschmidt war beruflich als Bäckermeister in Wiener Neustadt tätig und engagierte sich ab 1913 in der Christlichsozialen Partei. Zwischen 1928 und 1938 war er Gemeinderat, zudem war er während der Zeit des Austrofaschismus zwischen dem 22. November 1934 und dem 12. März 1938 Gewerbevertreter im Niederösterreichischen Landtag. Goldschmidt war zudem zwischen 1935 und 1938 sowie zwischen 1945 und 1956 Vizebürgermeister von Wiener Neustadt. 1938 war er nach der Machtübernahme der Nationalsozialisten verhaftet worden. 1960 wurde er zum Ehrenbürger ernannt.